# Кулемет Парабеллум, модель 14
MG 14 «Парабеллум» (нім. Parabellum MG 14) — німецький скорострільний авіаційний кулемет з стрічковим живленням, розроблений в 1911 році в компанії DWM для озброєння військових дирижаблів і літаків.

## Історія створення
Перший досвід використання дирижаблів і літаків у військових цілях поставив питання про їх кулеметне озброєння, при цьому стандартні станкові кулемети були дуже важкі і громіздкі для авіації. В компанії DWM під керівництвом інженера Карла Гайнеманна (нім. Karl Heinemann) в цей же час проводилася розробка «полегшеного» (концепція ручного кулемета ще тільки створювалася) кулемета для кавалерії, вона і була взята за основу.
За основу був узятий серійний кулемет MG 08, в конструкцію якого було внесено значні зміни. У тому числі конструктор замінив руків'я-копір копірною поверхнею всередині короба. Також був доданий дерев'яний приклад і скошена до стрільця додаткове руків'я управління. Ці внутрішні і зовнішні елементи нагадували пістолет «Парабелум», випуском якого вже займалася фірма DWM, тому новий кулемет також був названий «Парабеллум».
Гвинтові поворотна пружина розміщувалася в задній частині короба. Затвор переміщувався на роликах, які знижували втрати на тертя. Бойова личинка, витягує патрон зі стрічки, була замінена хитним важелем подавача, а пласку пружину ударника — на гвинтову пружину. Ці зміни помітно зменшили і полегшили затвор. Разом з буфером-прискорювачем це збільшило темп стрільби більш ніж удвічі, до 750 пострілів за хвилину.
Для ще більшої легкості водяне охолодження було замінено на повітряне, ствол захищений кожухом з широкими прорізами. Однак такий варіант викликав нарікання у команд дирижаблів як потенційно пожежонебезпечний через завищену температуру при тривалій стрільбі стволу. Крім того, для дирижаблів питання ваги не стояло так гостро, як для перших бойових аеропланів. Важливіше була можливість вести тривалий загороджувальний вогонь по атакуючому противнику. Тому до кінця виробництва кулемет робився в двох базових варіантах: з водяним охолодженням в суцільному кожусі для озброєння дирижаблів (вироблено кілька сотень одиниць) і з повітряним охолодженням для літаків (найбільш масовий).
В оборонному варіанті кулемет кріпився за шкворінь на кожусі. На винищувачах пізніше кулемети (зазвичай в парі) кріпилися нерухомо для стрільби через синхронизатор і мали електроспуск.

## Бойове застосування
В цілому кулемет виявився вельми вдалим і заслужив відмінні характеристики у авіаторів. Також в кінці війни випускався піхотний варіант з сошками і звичайним прицілом. Такий кулемет зі стрічкою на 250 патронів важив близько 23 кілограмів, що було занадто багато для категорії ручного кулемета — льюіси, наприклад, важили вдвічі менше. Через це і через в цілому обмеженого масштабу виробництва, спочатку орієнтованого на потреби єдиного замовника (авіація), на землі ці кулемети масовими не стали.

## Серійні модифікації

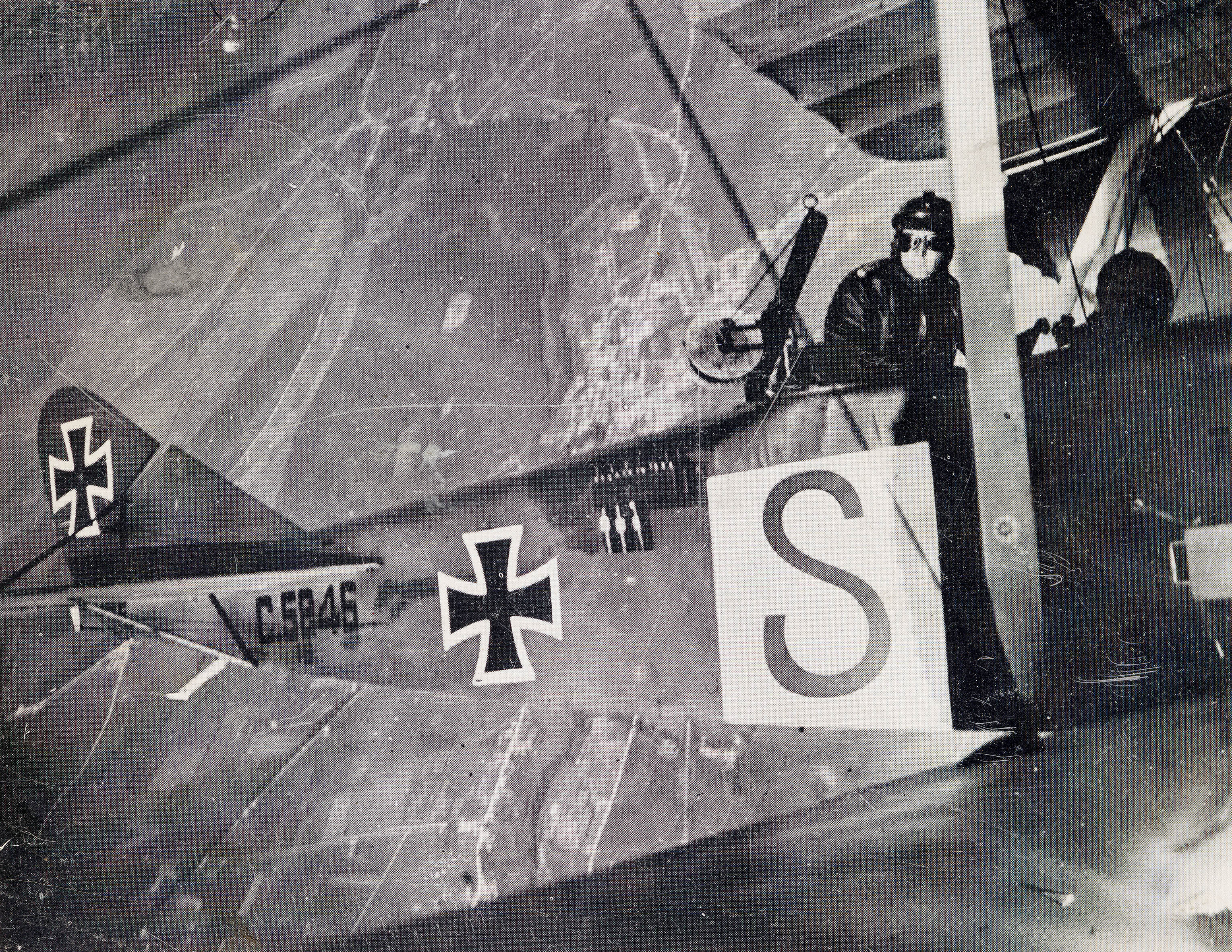
Літак-розвідник DFW C.V з кулеметом MG 14 «Парабеллум», 1916 рік

1. MG 14 (Maschinengewehr 14) — початковий варіант з водяним охолодженням ствола. Використовувався для озброєння цепелінів через його велику пожежну безпеку, питання про яке був вкрай важливе для наповнених воднем апаратів.
2. LMG 14 (Luft Maschinengewehr 14) — полегшений варіант з повітряним охолодженням ствола в захисному кожусі з прорізами. Використовувався для озброєння літаків.
3. MG 14/17 (или просто MG 17) — варіант LMG 14 1917 року зі зменшеним діаметром кожуха і укороченим стволом для зменшення парусності і маси системи. Замість простого візира з сіткою забезпечувався прицілом коліматора з 3-кратним збільшенням.